# Morcat
Morcat és un nucli de població abandonat del Baix Sobrarb, al Prepirineu, 7 km al sud-oest de Boltanya, municipi al qual pertany. Morcat és un poble. Cal destacar l'església romànica dedicada a santa Maria, és una de les més antigues d'Aragó. Hi està en molt mal estat, car el poble fou expropiat per ICONA, però aquest organisme no va fer res per aturar la degradació. Morcat és en un lloc d'una gran bellesa paisatgística. 4 km al sud-oest hi ha el nucli anomenat el Pueyo de Morcat, on només viu una família. Les formes del nom del lloc que han estat documentades són: Morcato, Morchato, Morcat, Morchat, Morquat i Morquart.